# Екзотична матерія
Екзотична матерія — поняття фізики елементарних частинок, яке описує будь-яку (як правило, гіпотетичну) речовину, яка порушує одну чи декілька класичних умов, або не складається з відомих баріонів. Подібні речовини можуть мати такі якості, як від'ємна густина енергії, чи відштовхуватися, а не притягуватися, внаслідок гравітації. Екзотична матерія використовується в деяких теоріях, наприклад, у теорії про будову кротовин. Найвідомішим представником екзотичної матерії є вакуум в області простору з від'ємним тиском, який виробляється ефектом Казимира.
Екзотичною матерією ще називають будь-який матеріал, який важко виробити (наприклад, металічний водень за високого тиску чи конденсат Бозе — Ейнштейна) чи який має незвичайні властивості, навіть, якщо ці матеріали створені та відносно добре вивчені.
Також, так ще можуть називати матеріал, створений із деяких видів екзотичних атомів, у яких роль ядра (позитивно зарядженої частинки) виконує позитрон (позитроній) або позитивний мюон (мюоній). Маються також атоми з негативним мюоном замість одного з електронів (мюонний атом).

## Від'ємна маса
Відтоді, як Ньютон уперше сформулював свою теорію гравітації, було принаймні три концептуально різні величини, звані масою: інертна маса, «активна» гравітаційна маса (тобто джерело гравітаційного поля) та «пасивна» гравітаційна маса. Принцип еквівалентності Ейнштейна говорить, що інертна маса повинна дорівнювати пасивній гравітаційній масі, а закон збереження імпульсу вимагає рівності активної та пасивної гравітаційних мас. Всі експериментальні доведення наразі свідчать, що всі вони насправді завжди однакові. Під час розгляду гіпотетичних частинок із від'ємною масою важливо припустити, яка з цих теорій маси хибна. Проте, в більшості випадків під час аналізу від'ємної маси припускається, що принцип еквівалентності та закон збереження імпульсу все ще застосовні.
1957 року Герман Бонді припустив у роботі в журналі «Reviews of Modern Physics», що маса може бути як додатною, так і від'ємною. Він показав, що це не призводить до логічної суперечності, якщо всі три види маси теж будуть від'ємними, але саме прийняття існування від'ємної маси викликає не інтуїтивно-зрозумілі види руху.
З другого закону Ньютона:
{\displaystyle F=m_{i}a}
Видно, що об'єкт із від'ємною інертною масою прискорюватиметься в напрямку, протилежному тому, в якому його штовхнули, що, можливо, здасться дивним.
Якщо вивчати інертну масу {\displaystyle m_{i}}, пасивну гравітаційну масу {\displaystyle m_{p}} й активну гравітаційну масу {\displaystyle m_{a}} окремо, то Ньютонів закон всесвітнього тяжіння набуде такого вигляду:
{\displaystyle m_{i}a=-G{\frac {m_{p}m_{a}}{r^{2}}}}
Таким чином, об'єкти з від'ємною гравітаційною масою (й пасивною, й активною), але з додатною інертною масою відштовхуватимуться додатними активними масами та притягуватимуться від'ємними активними масами.
Проведено перші досліди, де окремі групи атомів деякий час поводяться як частинки з від'ємною масою.

## Аналіз Форварда
Хоча невідомі частинки з від'ємною масою, фізики (спочатку Г. Бонді та Роберт Л. Форвард) змогли описати деякі з очікуваних властивостей, які можуть мати такі частинки. Припускаючи рівність усіх трьох видів мас, можна побудувати систему, де від'ємні маси притягуються до додатних, у той же час додатні маси відштовхуються від від'ємних. У той же час від'ємні маси створюватимуть силу тяжіння одна до одної, але при цьому відштовхуватимуться через свої від'ємні інерційні маси.
За від'ємного значення {\displaystyle m_{p}} та додатного {\displaystyle m_{a}} сила {\displaystyle F} буде від'ємною (відштовхувальною). На перший погляд це виглядає так, нібито від'ємна маса прискорюватиметься вбік від додатної, але, оскільки такий об'єкт також володітиме від'ємною інерційною масою, він прискорюватиметься в напрямку, протилежному {\displaystyle F}. Більше того, Бонді показав, що, якщо обидві маси дорівнюють за абсолютною величиною, але відрізняються знаком, то загальна система позитивних і негативних частинок прискорюватиметься нескінченно без будь-якого додаткового впливу на систему зовні.
Ця поведінка дивна в тому, що вона абсолютно не узгоджується з нашим уявленням про «звичайний всесвіт» із роботи з додатними масами. Але вона повністю математично довідна та не вводить яких-небудь суперечностей.
Може скластися враження, що таке уявлення порушує закон збереження імпульсу та / або енергії, але в нас маси дорівнюють за абсолютною величиною, одна при цьому додатна, а інша від'ємна, а тому імпульс системи дорівнює нулю, якщо вони обидві рухаються та прискорюються разом, незалежно від швидкості:
{\displaystyle P_{sys}=mv+(-m)v=[m+(-m)]v=0\times v=0.}
І таке саме рівняння можна обчислити для кінетичної енергії {\displaystyle K_{e}}:
{\displaystyle K_{e\ sys}={1 \over 2}mv^{2}+{1 \over 2}(-m)v^{2}={1 \over 2}[m+(-m)]v^{2}={1 \over 2}(0)v^{2}=0}
Форвард розширив дослідження Бонді на додаткові випадки та показав, що, навіть, якщо дві маси {\displaystyle m_{-}} і {\displaystyle m_{+}} не дорівнюють за абсолютною величиною, то рівняння однаково залишаються несуперечливими.
Деякі властивості, які вводяться цими припущеннями, виглядають незвичайно, наприклад, у суміші газів із позитивної та негативної матерій позитивна частина збільшуватиме свою температуру нескінченно. Проте, в такому випадку негативна частина суміші охолоджуватиметься з тією самою швидкістю, тим самим вирівнюючи баланс. Джеффрі А. Лендіс відмітив інші застосунки аналізу Форварда, включно з указівками на те, що, хоча частинки з від'ємною масою і відштовхуватимуться одна від одної гравітаційно, але електричні сили, наприклад, заряди, притягуватимуться один до одного (на відміну від частинок із додатною масою, де такі частинки відштовхуються). В результаті для частинок із від'ємною масою це означає, що гравітаційні й електростатичні сили поміняються місцями.
Форвард запропонував конструкцію двигуна космічних кораблів із використанням від'ємної маси, який не вимагає надходження енергії та робочого тіла для отримання скільки завгодно більшого прискорення, хоча, звичайно, основною перешкодою є те, що від'ємна маса залишається повністю гіпотетичною.
Форвард також увів термін «нуліфікація» для опису того, що відбувається, коли зустрічаються звичайна та негативна матерій. Очікується, що вони можуть взаємно знищитися чи «обнулити» існування одна одної, причому після цього не залишиться жодної енергії. Проте легко показати, що деякий імпульс може залишитися (його не залишиться, якщо вони рухаються в одному напрямку, як описано вище, але їм потрібно рухатися назустріч одна до одної, щоби зустрітися та взаємно обнулитися). Це може, у свою чергу, пояснити, чому рівні кількості звичайної та негативної матерії не з'являються раптово з нізвідки (протилежність нуліфікації): в цій події не буде збережено імпульсу в жодної з них.

## Екзотична матерія в загальній теорії відносності
У загальній теорії відносності екзотичною називається матерія, яка порушує слабку енергетичну умову (СЕУ), тобто така, що її густина енергії в деякій системі відліку від'ємна. Якщо в деякому ортонормованому базисі тензор енергії-імпульсу діагональний, то СЕУ порушується, коли від'ємний його компонент {\displaystyle T_{00}} (тобто густина енергії) або {\displaystyle T_{00}+T_{11}} (тобто сума густини енергії та тиску в одному з напрямків). Проте, умова додатності густини енергії не є необхідною умовою для математичної довідності теорії (див. детальніше в монографії Віссера).
Морріс, Торн і Юртсевер показали, що квантово-механічний ефект Казимира може використовуватися для створення локальної області простору часу з від'ємною масою. У цій статті та подальших роботах інших авторів вони показали, що екзотична матерія може використовуватися для стабілізації кротовини. Крамер й інші обґрунтували, що такі кротовини, виникнувши у ранньому Всесвіті, могли стабілізуватися петлями від'ємної маси космічних струн. Стівен Гокінг довів, що екзотична матерія необхідна для появи машини часу з компактно породженим горизонтом Коші. Це показує, наприклад, що кінцевий обертальний циліндр, на відміну від нескінченного циліндра Тіплера, не може використовуватися як машина часу.

## Уявна маса
Тахіон — гіпотетична частинка з уявною масою спокою, яка завжди рухається швидше за світло. Підтверджень існування тахіонів немає.
{\displaystyle E={\frac {mc^{2}}{\sqrt {1-v^{2}/c^{2}}}}.}
Якщо маса спокою є уявною величиною, то знаменник повинен бути уявним (аби уникнути комплексного значення енергії). Таким чином, величина під квадратним коренем повинна бути від'ємною, що може відбутися тільки тоді, коли {\displaystyle v>c}.
Теорія тахіонів, запропонована Файнбергом, розроблена в одному вимірі, але складна для аналізу у трьох вимірах. Як указано Бенфордом й іншими, між іншим, спеціальна теорія відносності дозволяє використовувати тахіони, якщо вони існують, для зв'язку назад у часі (імовірний пристрій має назву тахіонного антителефону). Тому деякі фізики вважають, що тахіони або не існують узагалі, або не можуть взаємодіяти зі звичайною матерією.

### Уявна маса у квантовій теорії поля
У квантовій теорії поля уявна маса вводить тахіонну конденсацію.

## «В який бік падає антиматерія?»
Більшість сучасних фізиків припускає, що антиматерія володіє додатною гравітаційною масою та повинна падати вниз, як і звичайна матерія. При цьому, проте, деякі дослідники вважають, що до теперішнього часу немає переконливих експериментальних підтверджень цього факту. Це пов'язано зі складністю безпосереднього дослідження гравітаційних сил на рівні частинок. На таких малих відстанях електричні сили беруть гору над набагато слабшою гравітаційною взаємодією. Більше того, античастинки повинні зберігатися окремо від їхніх звичайних аналогів, інакше вони швидко анігілюють. Очевидно, що це ускладнює пряме вимірювання пасивної гравітаційної маси антиматерії. Експерименти над антиматерією ATHENA й ATRAP можуть незабаром дати відповіді.
Відповіді для інертної маси, втім, давно відомі з експериментів із бульбашковою камерою. Вони переконливо показують, що античастинки мають додатну інертну масу, яка дорівнює масі «звичайних» частинок, але протилежний електричний заряд. У цих експериментах камера зазнає впливу постійного магнітного поля, що змушує частинки рухатися гвинтовою лінією. Радіус і напрямок цього руху відповідають відношенню електричного заряду до інертної маси. Пари частинка-античастинка рухаються гвинтовими лініями у протилежних напрямках, але з однаковими радіусами. З цього спостереження робиться висновок про те, що їх відношення електричного заряду до інертної маси відрізняються лише за знаком.